# Thabenoides smedleyi
Thabenoides smedleyi är en insektsart som beskrevs av Baker 1927. Thabenoides smedleyi ingår i släktet Thabenoides och familjen sköldstritar. Inga underarter finns listade i Catalogue of Life.